# Barrick Argentina
Barrick Gold Argentina es una empresa minera de capitales canadienses que está presente en el país desde 1993. Actualmente sus actividades incluyen la operación de la mina Veladero, en la provincia de San Juan, la propiedad del proyecto binacional Pascua–Lama (en la frontera entre Argentina y Chile) y diversas áreas de prospección y exploración. La compañía tiene oficinas en Buenos Aires, San Juan capital y los departamentos sanjuaninos de Albardón, Iglesia y Jáchal.
En 2013, Barrick Gold Argentina produjo 641.000 onzas de oro (la producción global de la compañía fue de entre 7 y 7,5 millones de onzas de oro). Durante 2013, la operación de Barrick en el país generó una cadena de valor para más de 1.100 empresas argentinas, a las cuales compró bienes y contrató servicios por más de $ 4.500 millones. El 91,5% de ellos fueron a empresas locales.

## Veladero
La mina Veladero está ubicada en la provincia de San Juan, en el departamento de Iglesia, a 350 kilómetros al noroeste de la ciudad de San Juan y a una altitud de 4.100 metros sobre el nivel del mar. Actualmente emplea a más de 3.800 personas, entre personal propio y contratado.
Según informes realizados por la Universidad Tecnológica Nacional (UTN), desde que comenzó  a construirse la mina en 2003, la actividad aporta el 34% del PBI de la provincia. "La expansión de la actividad como consecuencia de la operación de Veladero no solo se vio en el rubro minas y canteras propiamente dicho, sino que tuvo un fuerte impacto sobre la industria manufacturera y particularmente sobre el desarrollo de PyMES”, aseguró Alfredo Lasalvia, director del equipo que realizó el estudio.
Con una inversión inicial de US$ 540 millones, Veladero inició su etapa de producción de oro y plata en 2005 y se espera que finalice en 2025. En el primer trimestre de 2014, Barrick reportó una producción de 160.000 onzas de oro y se estima que para fin de año alcance entre 650.000 y 700.000 onzas.

## Pascua-Lama
Las primeras exploraciones mineras en la zona datan del año 1977, cuando un grupo de geólogos tomó muestras geoquímicas de la superficie y llevaron a cabo mediciones geofísicas. Durante los '80 y gran parte de los '90 las exploraciones continuaron, aunque cambiaron las compañías que lideraban la investigación. En 1994, Barrick adquirió los activos de LAC Minerals Ltda, última empresa a cargo. A lo largo de los '90 Barrick extendió las exploraciones, que hasta el momento se realizaban en territorio chileno, al lado argentino. Así nació Pascua–Lama, el primer proyecto minero binacional del mundo, ubicado 10 kilómetros al norte de Veladero. Pascua se encuentra del lado chileno y Lama, del lado argentino.
Previo a comenzar con la construcción de la mina, en diciembre de 1997 se concretó el Tratado de Integración y Complementación Minera entre Chile y Argentina, para fijar el marco legal para el desarrollo de la minería a través de la frontera. A su vez, en 2004 ambos países firmaron el Protocolo Adicional Específico al Tratado de Integración y Complementación Minera para el Proyecto Pascua-Lama, a través del cual se definió el área donde son aplicables sus disposiciones, conocida como Área de Operaciones o Área de Protocolo. Como último paso, en 2006 ambas partes aprobaron el Estudio de Impacto Ambiental (EIA) presentado por Barrick. Finalmente, se dio inicio a la construcción del proyecto.
A partir de una autodenuncia de la propia compañía por una falla en la construcción del sistema de manejo de aguas en Pascua y una posterior demanda liderada por comunidades diaguitas del Valle del Huasco, la Superintendencia de Medio Ambiente de Chile sancionó e instruyó en 2013 a la compañía a paralizar las actividades de construcción en el lado chileno del proyecto hasta que se ejecuten las obras en la forma prevista en su Resolución de Calificación Ambiental. Como consecuencia de esta medida, Barrick presentó un plan para su reconstrucción sujeto a revisión a cargo de las autoridades regulatorias chilenas.
El 31 de octubre de 2013, Barrick anunció la desaceleración temporal de la construcción del proyecto como consecuencia de la caída en el precio del oro y los requerimientos regulatorios en Chile. La empresa informó que “actualizará y redefinirá las estimaciones de costos de capital y planificará el desarrollo pendiente del proyecto en distintas fases, con programas específicos, presupuestos y objetivos”.

## La minería en San Juan
La industria minera tiene un papel preponderante en la economía sanjuanina. Del total de PyMES de la provincia, un 18% pertenece a la cadena de valor de la minería; entre 2004 y 2011 las exportaciones de piedras y metales preciosos explicaron más del 80% del aumento de las exportaciones totales de San Juan; desde la puesta en marcha de Veladero en 2005, la participación de San Juan en el PBI nacional pasó de 0.96% (2004) a 1.29% (2011).
Aunque en varias oportunidades se ha planteado una discusión en torno a la industria minera por la afectación de los glaciares, en 2013 el gobierno de San Juan publicó los informes realizados por la Unidad Especial de Auditoría Ambiental (UEAA) conformada en el marco del Consejo Provincial de Coordinación para la protección de Glaciares para corroborar si la minería afecta de alguna manera a los glaciares argentinos. En estos informes se especifica que "no existe impacto actual, generado o potencial por superposición de actividad minera u obras de infraestructura actuales o proyectadas en el área de estudio, sobre glaciares descubiertos, de escombros activos o inactivos".
Por otro lado, el Instituto Argentino de Nivología, Glaciología y Ciencias Ambientales (IANIGLA) del CONICET está desarrollando su propio relevamiento a nivel nacional.